# American Hockey League 1998-1999
La stagione 1998-1999 è stata la 63ª edizione della American Hockey League, la più importante lega minore nordamericana di hockey su ghiaccio. Rispetto alle stagioni precedenti non vi furono sconvolgimenti nel riallineamento delle squadre fra Conference e Division, l'unica novità fu il debutto di una nuova franchigia. La stagione vide al via diciannove formazioni e al termine dei playoff i Providence Bruins conquistarono la loro prima Calder Cup sconfiggendo i Rochester Americans 4-1.

## Modifiche
- Nell'Atlantic Division nacquero i Lowell Lock Monsters, franchigia con sede a Lowell, nel Massachusetts.

## Stagione regolare

### Classifiche

#### Eastern Conference
Atlantic Division
| Squadra                | Pt | G  | V  | S  | N  | SOT | GF  | GS  | DR  |
| ---------------------- | -- | -- | -- | -- | -- | --- | --- | --- | --- |
| L. Lock Monsters       | 81 | 80 | 33 | 32 | 13 | 2   | 219 | 237 | -18 |
| St. John's Maple Leafs | 79 | 80 | 34 | 35 | 7  | 4   | 246 | 270 | -24 |
| Fredericton Canadiens  | 77 | 80 | 33 | 36 | 6  | 5   | 246 | 246 | 0   |
| Saint John Flames      | 71 | 80 | 31 | 40 | 8  | 1   | 238 | 296 | -58 |
| Portland Pirates       | 55 | 80 | 23 | 48 | 7  | 2   | 214 | 273 | -59 |

New England Division
| Squadra             | Pt  | G  | V  | S  | N | SOT | GF  | GS  | DR  |
| ------------------- | --- | -- | -- | -- | - | --- | --- | --- | --- |
| Providence Bruins   | 120 | 80 | 56 | 16 | 4 | 4   | 321 | 223 | +98 |
| Hartford Wolf Pack  | 87  | 80 | 38 | 31 | 5 | 6   | 256 | 256 | 0   |
| Springfield Falcons | 80  | 80 | 35 | 35 | 9 | 1   | 245 | 232 | +13 |
| Worcester IceCats   | 78  | 80 | 34 | 36 | 8 | 2   | 237 | 260 | -23 |
| Beast of New Haven  | 78  | 80 | 33 | 35 | 7 | 5   | 240 | 250 | -10 |

#### Western Conference
Empire State Division
| Squadra             | Pt  | G  | V  | S  | N | SOT | GF  | GS  | DR   |
| ------------------- | --- | -- | -- | -- | - | --- | --- | --- | ---- |
| Rochester Americans | 111 | 80 | 56 | 21 | 6 | 1   | 287 | 176 | +111 |
| Albany River Rats   | 100 | 80 | 46 | 26 | 6 | 2   | 275 | 230 | +45  |
| Hamilton Bulldogs   | 91  | 80 | 40 | 29 | 7 | 4   | 229 | 206 | +23  |
| Adirondack R. Wings | 53  | 80 | 21 | 48 | 8 | 3   | 184 | 280 | -96  |
| Syracuse Crunch     | 48  | 80 | 18 | 50 | 9 | 3   | 220 | 327 | -107 |

Mid-Atlantic Division
| Squadra             | Pt  | G  | V  | S  | N  | SOT | GF  | GS  | DR  |
| ------------------- | --- | -- | -- | -- | -- | --- | --- | --- | --- |
| Phila. Phantoms     | 105 | 80 | 47 | 22 | 9  | 2   | 272 | 221 | +51 |
| KY Thoroughblades   | 98  | 80 | 44 | 26 | 7  | 3   | 272 | 214 | +58 |
| Hershey Bears       | 85  | 80 | 37 | 32 | 10 | 1   | 242 | 224 | +18 |
| Cincinnati M. Ducks | 76  | 80 | 35 | 39 | 4  | 2   | 227 | 249 | -22 |

Legenda:

      Ammesse ai Playoff
Note:

Due punti a vittoria, un punto a pareggio e sconfitta all'overtime, zero a sconfitta.

### Statistiche
Classifica marcatori
| Giocatore        | Squadra                | PG | Gol | Assist | Punti |
| ---------------- | ---------------------- | -- | --- | ------ | ----- |
| Domenico Pittis  | Rochester Americans    | 76 | 38  | 66     | 104   |
| Randy Robitaille | Providence Bruins      | 74 | 28  | 74     | 102   |
| John Madden      | Albany River Rats      | 75 | 38  | 60     | 98    |
| Peter White      | Phila. Phantoms        | 77 | 31  | 59     | 90    |
| Jim Montgomery   | Phila. Phantoms        | 78 | 29  | 58     | 87    |
| Steve Brûlé      | Albany River Rats      | 78 | 32  | 52     | 84    |
| Richard Park     | Phila. Phantoms        | 75 | 41  | 42     | 83    |
| Lonny Bohonos    | St. John's Maple Leafs | 70 | 34  | 48     | 82    |
| Craig Fisher     | Rochester Americans    | 70 | 29  | 52     | 81    |
| Shane Willis     | Beast of New Haven     | 73 | 31  | 50     | 81    |
|                  |                        |    |     |        |       |

Classifica portieri
| Giocatore        | Squadra             | PG | MGS  |  |
| ---------------- | ------------------- | -- | ---- |  |
| Martin Biron     | Albany River Rats   | 52 | 2.07 |  |
| Steve Passmore   | Hamilton Bulldogs   | 54 | 2.33 |  |
| Jim Carey        | Providence Bruins   | 30 | 2.33 |  |
| David Äbischer   | Hershey Bears       | 38 | 2.45 |  |
| Sean Gauthier    | KY Thoroughblades   | 40 | 2.50 |  |
| Mike Buzak       | Albany River Rats   | 48 | 2.57 |  |
| Brian Boucher    | Phila. Phantoms     | 36 | 2.59 |  |
| Evgenij Nabokov  | KY Thoroughblades   | 43 | 2.62 |  |
| Tom Askey        | Cincinnati M. Ducks | 53 | 2.72 |  |
| Marcel Cousineau | L. Lock Monsters    | 53 | 2.75 |  |
|                  |                     |    |      |  |

### All-Star Classic
La dodicesima edizione dell'AHL All-Star Classic si svolse il 25 gennaio 1999 presso il First Union Center di Philadelphia, casa dei Philadelphia Phantoms; il Team PlanetUSA sconfisse il Team Canada 5-4 ai rigori, mentre nella Skills Competition il Team Canada si impose per 15-12 sul Team PlanetUSA.

## Playoff
|  | Semifinali Division | Semifinali Division     | Semifinali Division     |                    |                         | Finali Division       | Finali Division | Finali Division |  |    | Finali Conference     | Finali Conference | Finali Conference |  |    | Calder Cup        | Calder Cup | Calder Cup |
|  |                     |                         |                         |                    |                         |                       |                 |                 |  |    |                       |                   |                   |  |    |                   |            |            |
|  | A1                  | Lowell Lock Monsters    | 0                       |                    |                         |                       |                 |                 |  |    |                       |                   |                   |  |    |                   |            |            |
|  | A4                  | Saint John Flames       | 3                       |                    |                         |                       |                 |                 |  |    |                       |                   |                   |  |    |                   |            |            |
|  | A4                  | Saint John Flames       | 3                       |                    | A4                      | Saint John Flames     | 0               |                 |  |    |                       |                   |                   |  |    |                   |            |            |
|  |                     |                         |                         |                    | A4                      | Saint John Flames     | 0               |                 |  |    |                       |                   |                   |  |    |                   |            |            |
|  |                     | A3                      | Fredericton Canadiens   | 4                  |                         |                       |                 |                 |  |    |                       |                   |                   |  |    |                   |            |            |
|  | A2                  | A3                      | Fredericton Canadiens   | 4                  | St. John's Maple Leafs  | 2                     |                 |                 |  |    |                       |                   |                   |  |    |                   |            |            |
|  | A2                  |                         |                         |                    | St. John's Maple Leafs  | 2                     |                 |                 |  |    |                       |                   |                   |  |    |                   |            |            |
|  | A3                  | Fredericton Canadiens   | 3                       |                    |                         |                       |                 |                 |  |    |                       |                   |                   |  |    |                   |            |            |
|  | A3                  | Fredericton Canadiens   | 3                       |                    |                         |                       |                 |                 |  | A3 | Fredericton Canadiens | 2                 |                   |  |    |                   |            |            |
|  |                     |                         |                         | Eastern Conference |                         |                       |                 |                 |  | A3 | Fredericton Canadiens | 2                 |                   |  |    |                   |            |            |
|  |                     | N1                      | Providence Bruins       | 4                  |                         |                       |                 |                 |  |    |                       |                   |                   |  |    |                   |            |            |
|  | N1                  | N1                      | Providence Bruins       | 4                  | Providence Bruins       | 3                     |                 |                 |  |    |                       |                   |                   |  |    |                   |            |            |
|  | N1                  |                         |                         |                    | Providence Bruins       | 3                     |                 |                 |  |    |                       |                   |                   |  |    |                   |            |            |
|  | N4                  | Worcester IceCats       | 1                       |                    |                         |                       |                 |                 |  |    |                       |                   |                   |  |    |                   |            |            |
|  | N4                  | Worcester IceCats       | 1                       |                    | N1                      | Providence Bruins     | 4               |                 |  |    |                       |                   |                   |  |    |                   |            |            |
|  |                     |                         |                         |                    | N1                      | Providence Bruins     | 4               |                 |  |    |                       |                   |                   |  |    |                   |            |            |
|  |                     | N2                      | Hartford Wolf Pack      | 0                  |                         |                       |                 |                 |  |    |                       |                   |                   |  |    |                   |            |            |
|  | N2                  | N2                      | Hartford Wolf Pack      | 0                  | Hartford Wolf Pack      | 3                     |                 |                 |  |    |                       |                   |                   |  |    |                   |            |            |
|  | N2                  |                         |                         |                    | Hartford Wolf Pack      | 3                     |                 |                 |  |    |                       |                   |                   |  |    |                   |            |            |
|  | N3                  | Springfield Falcons     | 0                       |                    |                         |                       |                 |                 |  |    |                       |                   |                   |  |    |                   |            |            |
|  | N3                  | Springfield Falcons     | 0                       |                    |                         |                       |                 |                 |  |    |                       |                   |                   |  | N1 | Providence Bruins | 4          |            |
|  |                     |                         |                         |                    |                         |                       |                 |                 |  |    |                       |                   |                   |  | N1 | Providence Bruins | 4          |            |
|  |                     | E1                      | Rochester Americans     | 1                  |                         |                       |                 |                 |  |    |                       |                   |                   |  |    |                   |            |            |
|  | E1                  | E1                      | Rochester Americans     | 1                  | Rochester Americans     | 3                     |                 |                 |  |    |                       |                   |                   |  |    |                   |            |            |
|  | E1                  |                         |                         |                    | Rochester Americans     | 3                     |                 |                 |  |    |                       |                   |                   |  |    |                   |            |            |
|  | E4                  | Adirondack Red Wings    | 0                       |                    |                         |                       |                 |                 |  |    |                       |                   |                   |  |    |                   |            |            |
|  | E4                  | Adirondack Red Wings    | 0                       |                    | E1                      | Rochester Americans   | 4               |                 |  |    |                       |                   |                   |  |    |                   |            |            |
|  |                     |                         |                         |                    | E1                      | Rochester Americans   | 4               |                 |  |    |                       |                   |                   |  |    |                   |            |            |
|  |                     | E3                      | Hamilton Bulldogs       | 2                  |                         |                       |                 |                 |  |    |                       |                   |                   |  |    |                   |            |            |
|  | E2                  | E3                      | Hamilton Bulldogs       | 2                  | Albany River Rats       | 2                     |                 |                 |  |    |                       |                   |                   |  |    |                   |            |            |
|  | E2                  |                         |                         |                    | Albany River Rats       | 2                     |                 |                 |  |    |                       |                   |                   |  |    |                   |            |            |
|  | E3                  | Hamilton Bulldogs       | 3                       |                    |                         |                       |                 |                 |  |    |                       |                   |                   |  |    |                   |            |            |
|  | E3                  | Hamilton Bulldogs       | 3                       |                    |                         |                       |                 |                 |  | E1 | Rochester Americans   | 4                 |                   |  |    |                   |            |            |
|  |                     |                         |                         | Western Conference |                         |                       |                 |                 |  | E1 | Rochester Americans   | 4                 |                   |  |    |                   |            |            |
|  |                     | M1                      | Philadelphia Phantoms   | 2                  |                         |                       |                 |                 |  |    |                       |                   |                   |  |    |                   |            |            |
|  | M1                  | M1                      | Philadelphia Phantoms   | 2                  | Philadelphia Phantoms   | 3                     |                 |                 |  |    |                       |                   |                   |  |    |                   |            |            |
|  | M1                  |                         |                         |                    | Philadelphia Phantoms   | 3                     |                 |                 |  |    |                       |                   |                   |  |    |                   |            |            |
|  | E5                  | Cincinnati Mighty Ducks | 0                       |                    |                         |                       |                 |                 |  |    |                       |                   |                   |  |    |                   |            |            |
|  | E5                  | Cincinnati Mighty Ducks | 0                       |                    | M1                      | Philadelphia Phantoms | 4               |                 |  |    |                       |                   |                   |  |    |                   |            |            |
|  |                     |                         |                         |                    | M1                      | Philadelphia Phantoms | 4               |                 |  |    |                       |                   |                   |  |    |                   |            |            |
|  |                     | M2                      | Kentucky Thoroughblades | 3                  |                         |                       |                 |                 |  |    |                       |                   |                   |  |    |                   |            |            |
|  | M2                  | M2                      | Kentucky Thoroughblades | 3                  | Kentucky Thoroughblades | 3                     |                 |                 |  |    |                       |                   |                   |  |    |                   |            |            |
|  | M2                  |                         |                         |                    | Kentucky Thoroughblades | 3                     |                 |                 |  |    |                       |                   |                   |  |    |                   |            |            |
|  | M3                  | Hershey Bears           | 2                       |                    |                         |                       |                 |                 |  |    |                       |                   |                   |  |    |                   |            |            |

## Premi AHL
- Calder Cup: Providence Bruins
- Macgregor Kilpatrick Trophy: Providence Bruins
- F. G. "Teddy" Oke Trophy: Providence Bruins
- Frank Mathers Trophy: Philadelphia Phantoms
- John D. Chick Trophy: Rochester Americans
- Richard F. Canning Trophy: Providence Bruins
- Robert W. Clarke Trophy: Rochester Americans
- Sam Pollock Trophy: Lowell Lock Monsters
- Aldege "Baz" Bastien Memorial Award: Martin Biron (Rochester Americans)
- Dudley "Red" Garrett Memorial Award: Shane Willis (Beast of New Haven)
- Eddie Shore Award: Ken Sutton (Albany River Rats)
- Fred T. Hunt Memorial Award: Mitch Lamoureux (Hershey Bears)
- Harry "Hap" Holmes Memorial Award: Martin Biron e Tom Draper (Rochester Americans)
- Jack A. Butterfield Trophy: Peter Ferraro (Providence Bruins)
- John B. Sollenberger Trophy: Domenico Pittis (Rochester Americans)
- Les Cunningham Award: Randy Robitaille (Providence Bruins)
- Louis A. R. Pieri Memorial Award: Peter Laviolette (Providence Bruins)
- Yanick Dupré Memorial Award: Brent Thompson (Hartford Wolf Pack)

### Vincitori
| Providence Bruins | Portieri: David Brumby, John Grahame Difensori: Elias Abrahamsson, Johnathan Aitken, Steve Bancroft, Bob Beers, Jason McBain, Brandon Smith, Dennis Vaske, Terry Virtue Attaccanti: Jeremy Brown, Dan Ceman, Aaron Downey, Peter Ferraro, Jay Henderson, Steven King, Antti Laaksonen, Cameron Mann, Marquis Mathieu, Roger Maxwell, Eric Nickulas, Joel Prpic, Randy Robitaille, André Savage, John Spoltore, Landon Wilson Allenatore: Peter Laviolette |

### AHL All-Star Team
First All-Star Team
- Attaccanti: Landon Wilson • Randy Robitaille • Shane Willis
- Difensori: Ken Sutton • Brandon Smith
- Portiere: Martin Biron

Second All-Star Team
- Attaccanti: Jeff Williams • Steve Guolla • Richard Park
- Difensori: Terry Virtue • Dan Boyle
- Portiere: Steve Passmore

All-Rookie Team
- Attaccanti: Jean-Pierre Dumont • André Savage • Shane Willis
- Difensori: Dan Boyle • Cory Sarich
- Portiere: Robert Esche